# Sardaukar
I Sardaukar sono dei soldati presenti nei romanzi di fantascienza del Ciclo di Dune di Frank Herbert e nei prequel Il preludio a Dune di Brian Herbert e Kevin J. Anderson.

## Storia
I Sardaukar imperiali sono dei soldati fanaticamente devoti all'Imperatore Padiscià di Casa Corrino, la famiglia che ha regnato sull'universo conosciuto per oltre 10.000 anni fino agli eventi narrati nel primo romanzo della serie, Dune. Elemento chiave per il controllo di Casa Corrino sul trono imperiale, le truppe Sardaukar sono i migliori soldati dell'universo e sono temuti da tutti, solo i Fremen possono essere considerati al loro livello. Sono addestrati segretamente su Salusa Secundus, il pianeta prigione imperiale, le cui dure condizioni (la mortalità tra i nuovi prigionieri è di oltre il sessanta per cento) assicurano che solo gli uomini più forti e feroci possano sopravvivere. L'addestramento dei Sardaukar si basava sulla brutalità, un disprezzo quasi suicida per l'incolumità personale e sull'uso della crudeltà come arma per indebolire gli avversari con il terrore. In Dune, un Bashar Sardaukar sbeffeggia il Dr. Yueh per aver espresso dispiacere per il suo tradimento. Thufir Hawat nota anche che "Sotto molti aspetti, anche il minore in grado dei Sardaukar ha un'esistenza esaltante quanto quella di un membro delle Grandi Case." Le uniformi dei Sardaukar vengono descritte come grigie con bordi oro e argento.

## Dune
All'inizio di Dune l'81º Imperatore Padiscià Shaddam Corrino IV ha messo il Duca Leto Atreides al comando del pianeta desertico Arrakis, meglio noto come Dune, l'unica fonte naturale della spezia, la sostanza più preziosa dell'universo conosciuto. Leto si rende conto che Shaddam, preoccupato dalla crescente popolarità della Casa Atreides, gli ha teso una trappola; se non fosse riuscito almeno ad uguagliare la produzione di spezia dei suoi predecessori, la malvagia Casa Harkonnen, ciò avrebbe influito negativamente sulla situazione finanziaria e politica degli Atreides. Inoltre, la sola presenza degli Atreides su Arrakis riapre la faida vecchia di 10.000 anni tra essi e gli Harkonnen. Ne segue un attacco a sorpresa degli Harkonnen, insieme a due legioni di Sardaukar con uniformi Harkonnen (per nascondere il coinvolgimento dell'Imperatore), che sfruttano un tradimento da parte del medico del Duca, il dr. Yueh, e riescono a distruggere le forze degli Atreides e causare la morte di Leto. La sua concubina Lady Jessica e suo figlio Paul si rifugiano tra i Fremen, i nativi di Arrakis, un popolo che vive nascosto nel deserto, con una popolazione molto numerosa e abilità guerriere pari ai Sardaukar. I Fremen riescono a reggere il confronto con i Sardaukar e perfino a sconfiggere e catturare alcuni degli "invincibili" soldati dell'Imperatore. L'addestramento di Paul nelle tecniche Bene Gesserit e l'unione degli abitanti del deserto sotto il suo comando galvanizza i Fremen, che vedono in Paul un messia, e rende le loro forze inarrestabili.
Usando la tecnica Bene Gesserit di persuasione nota come Voce, Paul riesce a umiliare un capitano Sardaukar, Aramsham, costringendolo ad arrendersi. Tuttavia, la resistenza di Aramsham è tale che non rivela il suo nome fin quando Paul non usa nuovamente la Voce. Quando, subito dopo la battaglia di Arrakeen, Paul ordina a un ufficiale Sardaukar appena fatto prigioniero ("biondo e dai tratti delicati" caratteristiche che indicavano un alto rango tra i Sardaukar) di portare un messaggio all'Imperatore, costui inizialmente lo ignora; solo l'avvertimento "il tuo Imperatore potrebbe morire" fa sì che l'ufficiale acconsenta a portare il messaggio. La sconfitta dei Sardaukar e il controllo di Paul sulla spezia gli permette di deporre Shaddam, sposare sua figlia maggiore, la principessa Irulan, e salire al trono. Paul afferma che avrebbe ordinato il risanamento dell'ecologia di Salusa Secundus e vi avrebbe esiliato Shaddam e la sua famiglia.

## Messia di Dune
In Messia di Dune i Sardaukar non hanno un ruolo di primo piano, ma vengono citati diverse volte; viene accennato che un ufficiale Sardaukar ha avuto l'accortezza di conservare il cadavere di Duncan Idaho allo scopo di resuscitarlo come ghola per utilizzarlo come istruttore per i Sardaukar. Più avanti viene menzionato che il vecchio Imperatore Padiscià stava effettuando delle manovre di atterraggio con l'unica legione di Sardaukar rimastagli, legione che la principessa Irulan descrive al nuovo imperatore Paul Muad'dib come una semplice forza di polizia. Un riferimento minore è quando viene ipotizzato che ci potessero essere delle spie dei Sardaukar tra i funzionari della Gilda Spaziale in visita al palazzo imperiale. C'è anche una nota umoristica quando Stilgar domanda all'Imperatore Paul-Muad'dib se Gengis Khan fosse un Sardaukar.

## I figli di Dune
Durante gli eventi narrati in I figli di Dune (1976), la principessa Wensicia, una delle figlie di Shaddam IV, organizza un complotto per far tornare al potere la sua famiglia e i Sardaukar. Dopo la sua vittoria Paul Atreides aveva consentito ai Corrino di mantenere solo una forza di Sardaukar relativamente piccola, migliorando le condizioni di Salusa Secundus con il pretesto di rendere il pianeta più ospitale per i Corrino esiliati, ma in realtà con l'intenzione di rendere il pianeta non più adatto all'addestramento militare come in precedenza. Capendo questi motivi nascosti, il figlio di Wensicia, Farad'n, ha fatto in modo di mantenere una severa disciplina per mantenere i Sardaukar in efficienza. Tuttavia il piano di Wensicia fallisce quando Farad'n si arrende spontaneamente al nuovo imperatore, il figlio di Paul Leto Atreides II.

## L'imperatore-dio di Dune
In L'imperatore-dio di Dune viene menzionato che durante i 3.500 anni di regno di Leto II, uno dei tanti ghola di Duncan Idaho al servizio aveva guidato ciò che rimaneva dei Sardaukar in una ribellione fallita, cosa che aveva spinto Leto II ad abolire il corpo militare dei Sardaukar, sostituendoli con l'esercito composto da sole donne delle Ittiointerpreti, che avevano anche sangue Sardaukar nelle vene. Leto riteneva che le organizzazioni militari maschili fossero predatorie e inclini a tormentare la popolazione civile in assenza di nemici esterni, nonché fortemente propensi ad attività omosessuali.

## The Dune Encyclopedia
The Dune Encyclopedia (1984), scritto da Willis E. McNelly come guida ai libri del Ciclo di Dune, venne autorizzato da Frank Herbert, ma viene contraddetto dai suoi libri successivi e per questo motivo considerato non-canonico. Le due voci dell'Encyclopedia sui Sardaukar affermano che il vessillo di battaglia dei Sardaukar è completamente nero, e che i Sardaukar fossero discendenti di un'etnia guerriera di Salusa Secundus, i Sardau. Una voce intitolata "Aramsham, Otto" dice che dopo la caduta della dinastia dei Corrino il capitano avesse scritto un libro in memoria dei giorni gloriosi dei Sardaukar, The Sardaukar Strike, e che si fosse suicidato, incapace di accettare la nuova situazione.

## Videogiochi
I Sardaukar compaiono anche nei giochi di strategia basati sui romanzi del Ciclo di Dune. In Dune II (1992) e Dune 2000 (1998) sono la fanteria di Casa Corrino nella modalità giocatore singolo, anche se in Dune 2000 possono essere utilizzati dagli Harkonnen in modalità multigiocatore. In Emperor: Battle for Dune (2001) sono una fazione minore e possono allearsi con ciascuna delle tre case (Atreides, Harkonnen e Ordos).